# Torneio Roberto Gomes Pedrosa 1967
In 1967 werd de eerste editie gespeeld van het Torneio Roberto Gomes Pedrosa. De competitie wordt ook gezien als het negende seizoen van de Campeonato Brasileiro Série A. De competitie werd gespeeld van 5 maart tot eind juni. Palmeiras werd kampioen.
Het toernooi was de opvolger van het Torneio Rio-São Paulo, waaraan tot 1966 clubs uit de staat São Paulo en de stad Rio de Janeiro deelnamen. Er werd besloten om ook sterke clubs uit andere staten toe te laten. São Paulo en Rio kregen vijf startplaatsen, de staten Minas Gerais en Rio Grande do Sul elk twee en Paraná een.

## Eerste fase

### Groep A
| Plaats | Club          | Wed. | W | G | V | Saldo | Ptn. |
| ------ | ------------- | ---- | - | - | - | ----- | ---- |
| 1.     | Corinthians   | 14   | 9 | 4 | 1 | 29:16 | 22   |
| 2.     | Internacional | 14   | 5 | 6 | 3 | 18:16 | 16   |
| 3.     | Cruzeiro      | 14   | 6 | 2 | 6 | 23:19 | 14   |
| 4.     | Bangu         | 14   | 5 | 4 | 5 | 16:21 | 14   |
| 5.     | São Paulo     | 14   | 3 | 7 | 4 | 18:13 | 13   |
| 6.     | Fluminense    | 14   | 4 | 3 | 7 | 21:29 | 11   |
| 7.     | Botafogo      | 14   | 1 | 7 | 6 | 12:21 | 9    |

|  | Geplaatst voor de tweede fase |

### Groep B
| Plaats | Club                    | Wed. | W | G | V  | Saldo | Ptn. |
| ------ | ----------------------- | ---- | - | - | -- | ----- | ---- |
| 1.     | Palmeiras               | 14   | 7 | 5 | 2  | 31:21 | 19   |
| 2.     | Grêmio                  | 14   | 6 | 6 | 2  | 20:11 | 18   |
| 3.     | Portuguesa              | 14   | 6 | 5 | 3  | 24:18 | 17   |
| 4.     | Santos                  | 14   | 5 | 5 | 4  | 21:16 | 15   |
| 5.     | Atlético Mineiro        | 14   | 5 | 4 | 5  | 18:21 | 14   |
| 6.     | Flamengo                | 14   | 3 | 6 | 5  | 23:24 | 12   |
| 7.     | Vasco da Gama           | 14   | 3 | 6 | 5  | 10:21 | 12   |
| 8.     | Ferroviário de Curitiba | 14   | 0 | 4 | 10 | 9:26  | 4    |

|  | Geplaatst voor de tweede fase |

## Tweede fase
| Plaats | Club          | Wed. | W | G | V | Saldo | Ptn. |
| ------ | ------------- | ---- | - | - | - | ----- | ---- |
| 1.     | Palmeiras     | 6    | 3 | 3 | 0 | 8:5   | 9    |
| 2.     | Internacional | 6    | 2 | 3 | 1 | 6:3   | 7    |
| 3.     | Corinthians   | 6    | 2 | 1 | 3 | 5:8   | 5    |
| 4.     | Grêmio        | 6    | 0 | 3 | 3 | 4:7   | 3    |

|  | Kampioen |

### Kampioen
| Torneio Roberto Gomes Pedrosa 1967 |
| São Paulo                          |
| ---------------------------------- |
| PALMEIRAS Kampioen (2° titel)      |

## Topschutters
| Speler            | Speler         | Goals | Club        |
| ----------------- | -------------- | ----- | ----------- |
| Vlag van Brazilië | Ademar Pantera | 15    | Palmeiras   |
| Vlag van Brazilië | César Maluco   | 15    | Flamengo    |
| Vlag van Brazilië | Alcindo        | 12    | Grêmio      |
| Vlag van Brazilië | Tales          | 11    | Corinthians |
| Vlag van Brazilië | Rinaldo        | 10    | Palmeiras   |
| Vlag van Brazilië | Pelé           | 9     | Santos      |
| Vlag van Brazilië | Ivair          | 7     | Portuguesa  |
| Vlag van Brazilië | Tostão         | 6     | Cruzeiro    |
| Vlag van Brazilië | Adílson        | 6     | São Paulo   |